# Celestún
Celestún là một đô thị thuộc bang Yucatán, México. Năm 2005, dân số của đô thị này là 6269 người.